# Літієвий гальванічний елемент

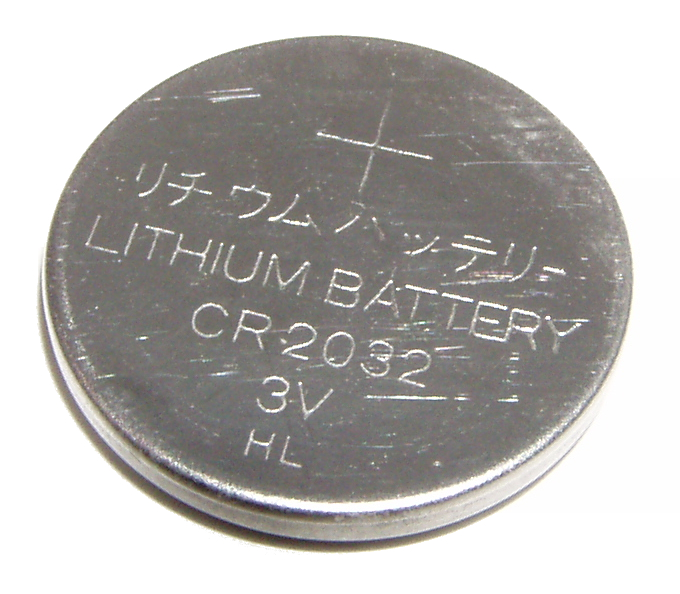
Літієвий елемент типу CR2032, у вигляді присадкуватого циліндра, званий як «дискові батарейки» або «кнопкові батареї»

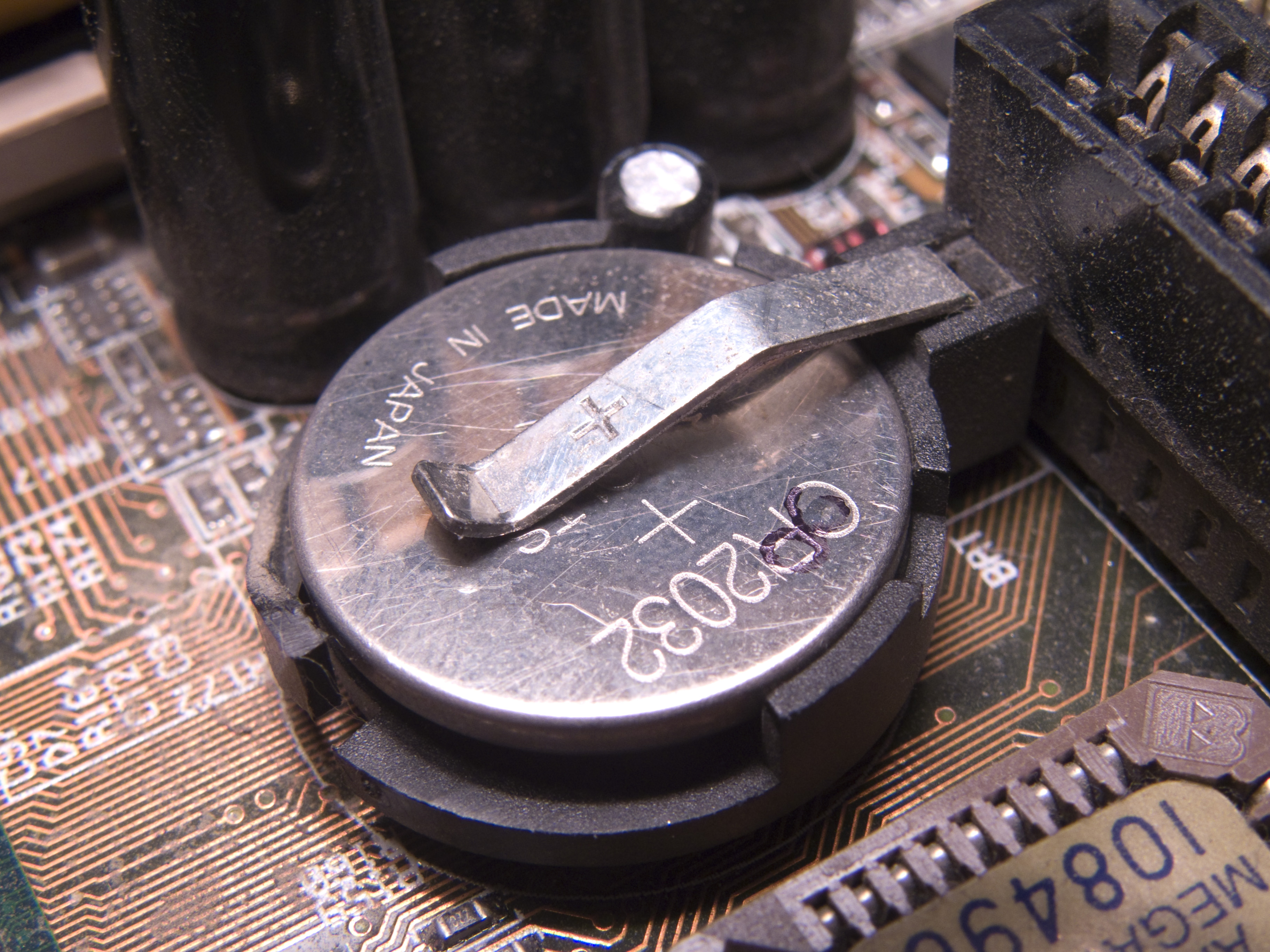
Літієва елемент CR2032 в слоті на материнській платі комп'ютера

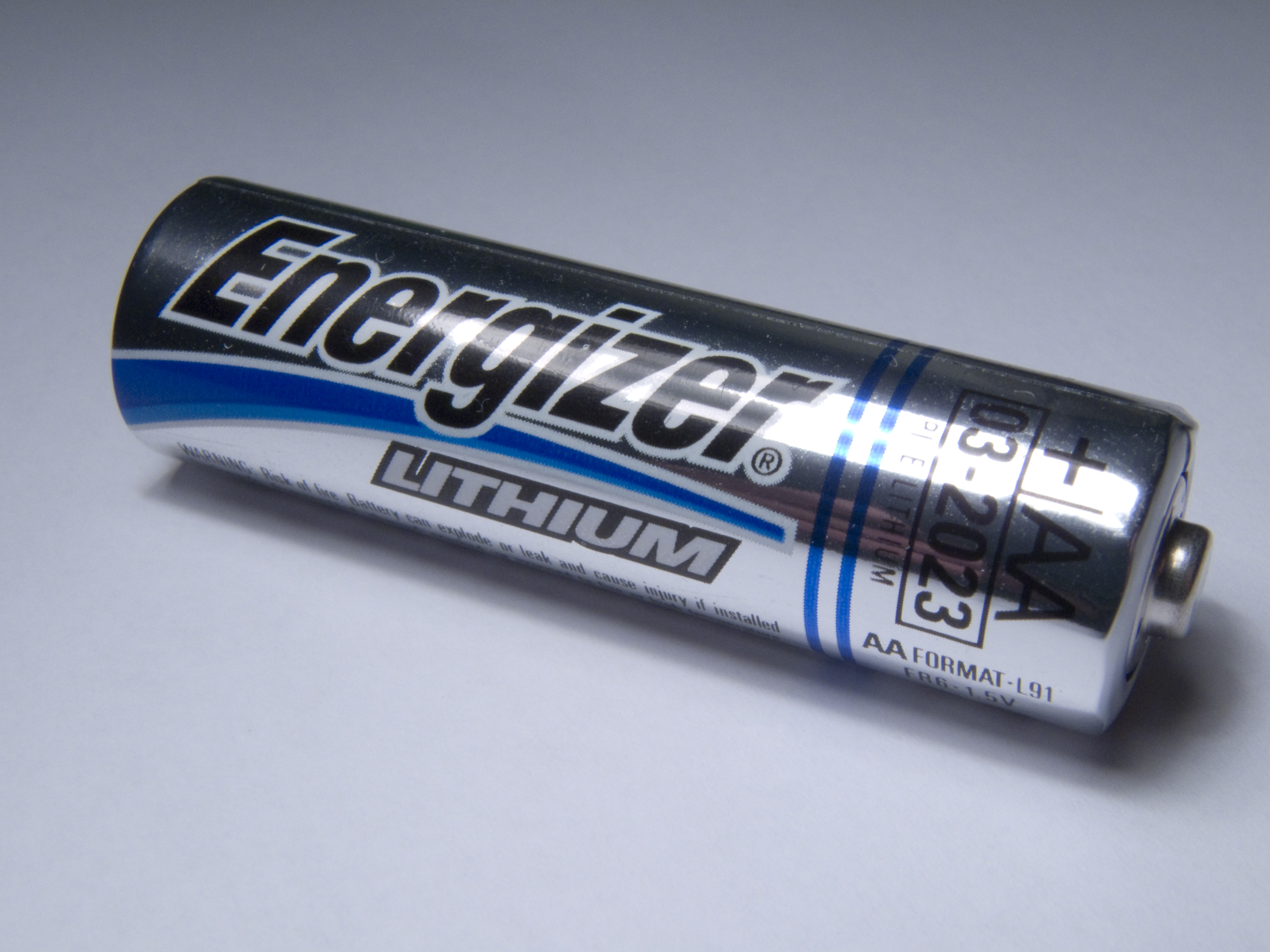
Літієвий елемент розміру АА, з номінальною напругою 1,5 В

Літієвий гальванічний елемент — гальванічний елемент, в якому використовується металевий літій або сполуки літію як анод. В залежності від конструкції і хімічних сполук, що використовуються, літієві гальванічні елементи можуть видавати напругу від 1,5 В (як і у випадку з вуглецево-цинковими або лужними елементами) до приблизно 3,7 В, що вище, ніж у будь-яких інших гальванічних елементів. Тому потрібно бути уважним, щоб не допускати випадкових помилкових замін елементів з робочою напругою 1,5 В на літієві, напруга яких значно більша.
На відміну від літій-іонних акумуляторів, у яких використовується з'єднання інтеркальованого літію, в літієвих гальванічних елементах використовується металічний (нуль-валентний) літій. У літій-іонних акумуляторах іони літію перебувають в активних речовинах електродів, а не в металевих пластинах.
Літієві гальванічні елементи бувають циліндричної і дискової форми.

## Опис
Літієві елементи мають високі енергетичні характеристики із розширеним діапазоном експлуатаційних можливостей.
Існує цілий ряд літієвих елементів великої ємності (десятки і сотні ампер-годин) спеціального призначення. До сімейства літієвих гальванічних елементів відносяться багато типів гальванічних елементів з різними типами катодів і електролітів. Постійний пошук матеріалів електродів і складу електроліту для літієвих гальванічних елементів призводить до створення елементів з різною хімічною структурою: літій-тіонілхлоридних (LiSOCl2), літій-п'ятиокис ванадію (LiV2O5), літій-двоокис сірки (LiSO2), літій-трьохокис молібдену (LiMoO3), літій-фторид міді (LiCuF2), літій-хромат срібла (LiAg2CrO4), літій-сульфід міді (LiCuS).
Найбільш поширеним типом літієвого елемента, який широко використовуються в побутових приладах, є елемент, в якому як анод використано металевий літій, а діоксид марганцю — як катод, з розчиненою в органічному розчиннику сіллю літію. Тип літієвих елементів на основі літій/оксидів марганцю (Li/MnO2 і Li/Mn2O4) найбільше вивчений і технологічно відпрацьований. Їх ємність нижча, ніж у матеріалів на основі кобальту, але вони дешевші.
Висока реактивність літію, вплив вологості повітря на стан електродів і електроліту визначають підвищену складність при виготовленні батарей, необхідність проведення технологічних операцій у герметичних блоках в атмосфері аргону і сухих приміщеннях. Підвищені вимоги висуваються до герметизації літієвих елементів, — оскільки повинна бути виключена можливість витікання електроліту чи потрапляння всередину повітря і парів води, з метою запобігання виникнення небезпеки пожежі або вибуху батареї. Герметизація літієвих елементів можлива внаслідок використання хімічних систем, що не виділяють гази в процесі розряду.

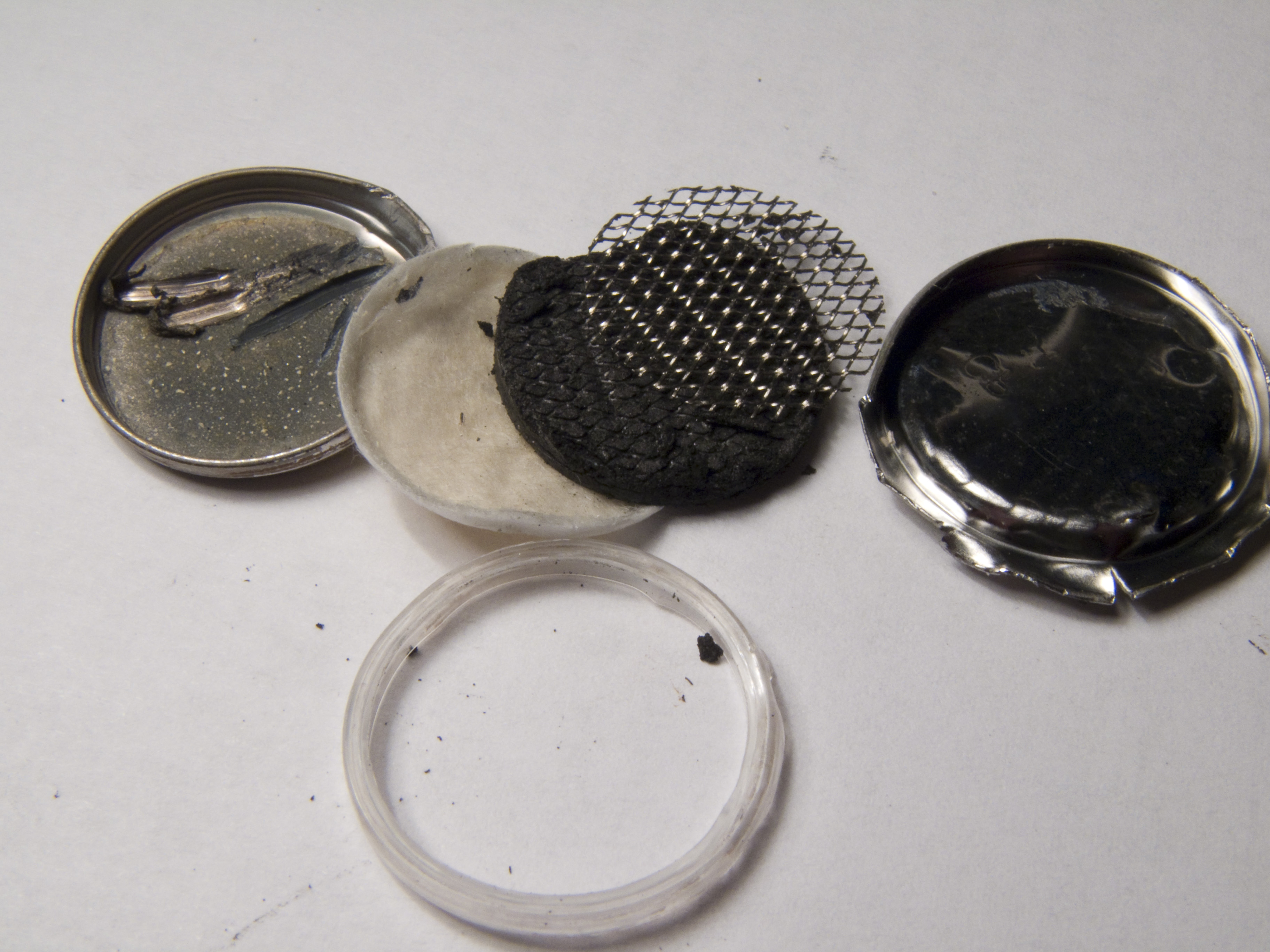
Літієвий елемент типу CR2032 у розібраному виді. Зліва-направо:
ліворуч — анод покритий літієм (негативна чашка з шаром літію) з внутрішньої сторони (окислюється на повітрі),
сепаратор (пористий матеріал),
катод з двоокису марганцю,
металева сітка — як колектор струму,
металевий корпус (+) (пошкоджений при відкритті батареї),
пластикове ізоляційне запечатувальне кільце.

Дуже суттєвою перевагою літієвих елементів є їх здатність до тривалого зберігання в стані готовності до роботи. А у поєднанні з дуже малими швидкостями реакцій саморозряду існує можливість зберігати літієві батареї в стані готовності до роботи протягом 5-10 років, без необхідності створення спеціальних умов зберігання.

## Застосування
Літієві елементи використовують там, де потрібна висока стабільність робочої напруги протягом багатьох років експлуатації — в годинниках, фотокамерах, калькуляторах, для захисту пам'яті інтегральних схем, у вимірювальних приладах і медичному устаткуванні. У кардіостимуляторах та інших імплантовуваних електричних медичних пристроях використовують спеціалізовані літій-йодид елементи, розраховані на 15 і більше років експлуатації.
Літієві елементи забезпечують питому енергію за масою до 330 Вт·год/кг, що приблизно втричі вище, ніж у ртутних і срібно-цинкових, і в чотири рази вище ніж у лужних елементів. Питома енергія за об'ємом у літієвих елементів на 50 % вище, ніж у ртутних, і на 100 % вище, ніж у лужних. Літієві елементи мають менші масові і габаритні показники, великий термін зберігання (досягає 5-10 років і більше).
Літієві елементи мають стабільну напругу в широкому діапазоні розрядних струмів, більш працездатні в ширшому інтервалі температур, ніж лужні елементи.
Літієві гальванічні елементи складають 28 % продажів усіх гальванічних елементів в Японії, але тільки 1 % всіх продажів батарей у Швейцарії. А у Великій Британії і ЄС — лише 0,5 % всіх продажів разом з акумуляторами.

## Небезпеки

### Прийом всередину і задуха
Див.: Батарея (електрика)#Інші небезпеки